# Sahelanthropus

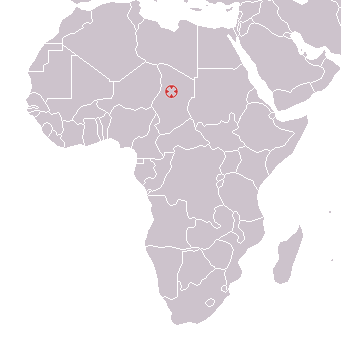
Fundort in Afrika

Verschiedene Ansichten des Schädels

 Sahelanthropus  ist eine ausgestorbene Gattung der Menschenaffen, die im späten Miozän in Zentralafrika vorkam. Fossile Überreste dieses auf ein Alter von 6 bis 7 Millionen Jahre datierten Menschenartigen wurden im Tschad von Mitarbeitern der Mission Paléoanthropologique Franco-Tchadienne entdeckt. Die Einordnung von Sahelanthropus in den Stammbaum des Menschen ist umstritten.

## Namensgebung
Die Bezeichnung der Gattung Sahelanthropus wurde abgeleitet vom Fundort der Fossilien in der subsaharischen Sahelzone sowie von altgriechisch ἄνθρωπος anthropos, deutsch ‚Mensch‘. Das Epitheton der bislang einzigen wissenschaftlich beschriebenen Art, Sahelanthropus tchadensis, verweist auf den Tschad. Sahelanthropus tchadensis bedeutet somit sinngemäß „Sahel-Mensch aus dem Tschad“.
Dem Typusexemplar von Sahelanthropus wurde von seinen Entdeckern zusätzlich der Name Toumaï gegeben, was auf Deutsch ungefähr „Lebensmut“ oder „Hoffnung auf Leben“ bedeutet. In der Dazaga-Sprache ist dies ein Name für Kinder, die kurz vor Beginn der Trockenzeit geboren werden.

## Erstbeschreibung
Holotypus der Gattung und zugleich der Typusart Sahelanthropus tchadensis ist ein nahezu vollständiger Hirnschädel mit teilweise erhaltener Bezahnung und der Inventarbezeichnung TM 266-01-060-1. Ergänzend wurden in der Erstbeschreibung die Fragmente (einzelne Zähne und Zahngruppen aus Ober- und Unterkiefern) von weiteren fünf Individuen herangezogen. Diese Funde waren zwischen Juli 2001 und Februar 2002 aus der in der TM 266 genannten, etwa 5000 Quadratmeter großen Grabungsstelle in der Djurab-Wüste im Norden des Tschad geborgen worden. Das Typusexemplar hatte Ahounta Djimdoumalbaye vom Centre National d'Appui à la Recherche am 19. Juli 2001 entdeckt.
Der Schädel des Typusexemplars war fast vollständig flachgedrückt, so dass sein ursprüngliches Volumen und die genaue Anordnung der zahlreichen Knochenfragmente durch die Gruppe um Michel Brunet und Patrick Vignaud von der Université de Poitiers rekonstruiert werden musste. In der Erstbeschreibung wurde ein mutmaßliches Innenvolumen von 320 bis 380 Kubikzentimetern ausgewiesen, was ungefähr dem eines heute lebenden Schimpansen entspricht. In einem Kommentar zur Erstbeschreibung bezeichnete der Paläoanthropologe Bernard Wood von der George Washington University das Typusexemplar als „bemerkenswerte Mosaikform“: „Von hinten sieht es aus wie ein Schimpanse, während es von vorn betrachtet als 1,75 Millionen Jahre alter Australopithecus durchgehen könnte.“
Nach der wissenschaftlichen Bearbeitung wurden alle Fundstücke dem Département de Conservation des Collections, Centre National d'Appui à la Recherche in N’Djamena zur dauerhaften Verwahrung übergeben.

## Datierung
Aufgrund der geologischen Gegebenheiten konnte das Alter der Fundstelle weder mit Hilfe der Kalium-Argon-Datierung noch mit Hilfe der Aluminium-Magnesium-Datierung absolut bestimmt werden. Mithilfe biostratigraphischer Methoden wurde zunächst ein Alter von sechs bis sieben Millionen Jahren bestimmt, in späteren Publikationen wurden wiederholt sieben Millionen Jahre angegeben. Gegen die Datierung der Funde ins späte Miozän wurde später von einem Mitglied des Forscherteams der Erstbeschreibung eingewandt, dass die Fossilien nicht in situ entdeckt worden waren, dass demnach eine Verlagerung durch geologische oder andere Prozesse nicht ausgeschlossen werden kann.

## Habitat
Die Umwelt von Sahelanthropus konnte anhand der Fossilienfunde von anderen Tier- und Pflanzenarten relativ genau – aber vorwiegend indirekt – erschlossen werden. So wurden in unmittelbarer Nachbarschaft zu seinen Knochen unter anderem die Überreste von mehr als zehn Arten von Süßwasserfischen, von Amphibien, Krokodilen und Wasserschildkröten geborgen, aber auch einige Knochen von anderen Primaten sowie zahlreiche Knochen von Nagetieren, Elefanten, Giraffen, Pferden, Schweinen und Hornträgern. Als häufigste Raubtiere (sowohl hinsichtlich der Anzahl aufgefundener Individuen als auch der Artenzahl) wurden fossile Hyänen ausgegraben. Fast alle gefundenen Fische weisen verwandte Arten im heutigen Tschadsee auf, einige der fossilen Fische waren länger als ein Meter; Vogelarten fehlten in den Fossilien führenden Schichten.
Die Sedimente, in denen Sahelanthropus und die gleich alten fossilen Tiere eingebettet waren, ließen einerseits auf eine sandige Dünenlandschaft schließen, andererseits auf flache Gewässer, deren Fläche sich nach starken Regenfällen erheblich ausdehnen konnte. Die Existenz großer Fische stellt jedoch zugleich einen Beleg dafür dar, dass die Seenlandschaft auch dauerhafte, tiefere Wasserflächen umfasst haben muss. Viele der anderen aufgefundenen Tierarten sowie zahlreiche Pflanzenfossilien belegen, dass die Wasserflächen von Galeriewäldern und daran anschließenden Savannen umgeben waren. Den Funden zufolge lebte Sahelanthropus also in einer dünn bewaldeten Landschaft, die der unmittelbaren Umgebung des heutigen Tschadsees ähnlich gewesen sein dürfte. Diese ökologischen Befunde trugen dazu bei, dass die sogenannte Savannen-Hypothese – ein Versuch, das Entstehen des aufrechten Ganges bei den Hominini aus dem Leben in einer Savannen-Landschaft zu erklären – widerlegt wurde.

## Verwandtschaft zum Menschen
In der Erstbeschreibung von Gattung und Typusart wurden die ungefähr Schimpansen-/Bonobo-großen Individuen von Sahelanthropus als Vorfahre des Menschen ausgewiesen: „Sahelanthropus ist das älteste und primitivste bekannte Mitglied der Klade der Hominiden, anzusiedeln nahe an der Abzweigung der Schimpansen.“ Anzumerken ist in diesem Zusammenhang, dass die Autoren den Begriff „hominid“ ausdrücklich für alle Taxa verwenden, „die näher zum Menschen stehen als zu Schimpansen“, d. h. im Sinne von hominin. Begründet wurde diese Einordnung damit, dass das Fossil etliche „abgeleitete“ (das heißt: evolutiv fortgeschrittene) Merkmale aufweise, unter anderem kleine, vorn stehende Eckzähne sowie unmittelbar daran anschließende Backenzähne mit bloß mittelstarker Zahnschmelzschicht. Das Untergesicht (basicranium) und die relativ flache Ausprägung der Gesichtsknochen sowie das im Bereich der Eckzähne fehlende Diastema seien „ähnlich wie bei den späteren Hominiden einschließlich Kenyanthropus und Homo.“ Andere Merkmale hingegen seien noch „ursprünglich“, beispielsweise das recht kleine Gehirnvolumen und diverse andere anatomische Merkmale, weswegen die Art phylogenetisch „nahe am letzten gemeinsamen Vorfahren von Menschen und Schimpansen“ anzusiedeln sei.
Drei Jahre später bekräftigte die französisch-tschadische Forschergruppe ihre Einordnung von Sahelanthropus anhand weiterer Fossilien aus der gleichen Fundstätte, darunter ein gut erhaltener Eckzahn sowie ein gleichfalls gut erhaltener Unterkiefer. Gleichzeitig unterstützte eine virtuelle Rekonstruktion des Holotypus die Interpretationen seiner Entdecker. Ein internationales Team um den Schweizer Anthropologen und Experten für computerunterstützte Paläontologie, Christoph Zollikofer (Universität Zürich), hatte die Bruchstücke des Holotypus mit Hilfe eines Computertomografen gescannt, die vom Sediment verformten Knochenfragmente in ihren natürlichen Zustand zurückversetzt und schließlich aneinander angepasst. Nach Vergleichen mit anderen Fossilien und mit den Schädeln heute lebender Primaten fassten sie in der Fachzeitschrift Nature ihre Studie wie folgt zusammen: „Die Rekonstruktion bestätigt, dass S. tchadensis ein Hominide ist und nicht den großen afrikanischen Menschenaffen besonders nahesteht.“ Aufgrund der Rekonstruktion des Kopfes wurde ferner das Gehirnvolumen auf 360 bis 370 Kubikzentimeter eingegrenzt und die Vermutung geäußert, der Hominide habe sich möglicherweise bereits zweibeinig fortbewegt.
Diese Aussage stützte sich vor allem auf eine virtuelle Rekonstruktion der Position des Foramen magnum (Hinterhauptloch), der Stelle des Schädels, an der das Rückenmark durch eine große Öffnung in die Wirbelsäule übertritt. Es befindet sich bei überwiegend vierbeiniger Fortbewegung hinter dem Schädel, bei zweibeiniger unter dem Schädel; diese Schädelregion ist beim Holotypus jedoch besonders stark deformiert. Bereits 2004 hatte David R. Begun daher in Science vor allzu weitgehenden Schlussfolgerungen gewarnt, zugleich aber bestätigt, dass Sahelanthropus aufgrund einer mosaikartigen Kombination von „ursprünglichen“ und „abgeleiteten“ Merkmalen an die Basis des Stammbaums der Menschen gestellt werden könne. Ebenfalls 2004 hatte Tim White den Eckzähnen von Sahelanthropus bescheinigt, dass an ihnen weder im Unterkiefer noch im Oberkiefer Abschliffspuren zu erkennen seien und Sahelanthropus daher in eine Entwicklungsreihe hin zu den Australopithecinen gestellt. Solche Schliffspuren sind von allen älteren Funden bekannt. Sie entstehen, indem die Eckzähne beim Zubeißen gegeneinander reiben und so deren Spitze ständig nachschärfen. Um dieses Honing ausführen zu können, weist das Gebiss neben jedem Eckzahn eine Lücke auf (Diastema), in die der Eckzahn des antagonistischen Kiefers hineinpasst.
In Widerspruch zur Annahme, die Position des Foramen magnum deute auf eine zweibeinige Fortbewegung hin, stand jedoch eine Zeitlang der teilweise erhaltene, linke Oberschenkelknochen TM 266-01-063, der bereits im Juli 2001 geborgen worden war. Das Fossil war aufgrund seiner Entdeckung am gleichen Fundort wie das Typusexemplar von Sahelanthropus dieser Gattung zugeordnet worden. In einer 2020 veröffentlichten Studie wurde jedoch angemerkt, dass es auch zu einer bislang unbekannten Art der Menschenaffen gehören könne. Wichtigster Befund war, dass der Besitzer des Knochens sich zu Lebzeiten „nicht gewohnheitsmäßig zweibeinig“ („not habitually bipedal“) fortbewegt habe.
Andere Knochenfunde aus dem Bereich unterhalb des Schädels TM 266-01-060-1 wurden hingegen zunächst nicht wissenschaftlich beschrieben. Erst im Jahr 2022 wurden Interpretationen einer rechten und einer linken Elle sowie eine Neubewertung des Oberschenkelknochens TM 266-01-063 durch eine andere Forschergruppe publiziert. Dieser Studie zufolge lässt sich die Morphologie des Oberschenkelknochens „am ehesten mit einer gewohnheitsmäßigen Zweibeinigkeit vereinbaren“, während beide Ellen „Belege für ein umfangreiches Verhaltensrepertoire als Baumbewohner“ liefern. Sahelanthropus  habe demnach zwar bereits zweibeinig laufen können, jedoch sei „das Klettern in Bäumen wahrscheinlich ein wichtiger Teil seines Bewegungsrepertoires“ gewesen. Auch diese Interpretationen der Funde blieben in den Folgejahren umstritten.

## Kontroverse: „Sahelpithecus“ stattSahelanthropus?

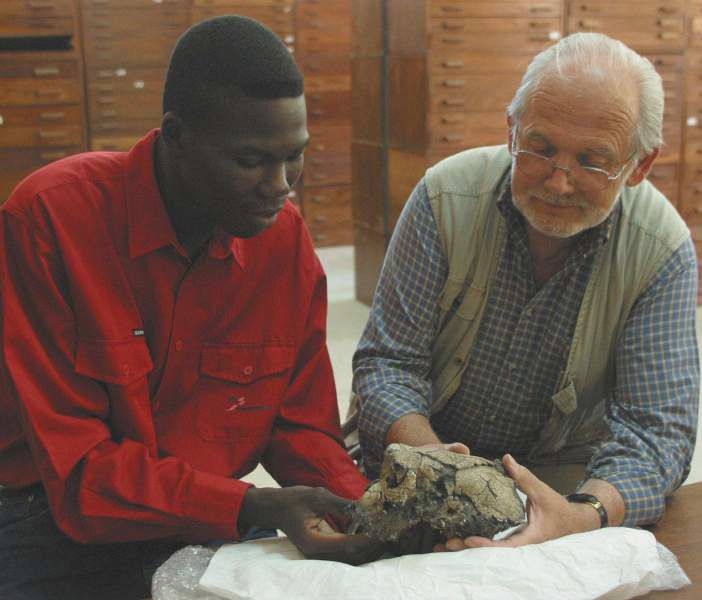
Michel Brunet und sein Assistent Ahounta Djimdoumalbaye mit dem Schädel von Sahelanthropus

Bereits sechs Monate nach der Erstbeschreibung meldete sich eine US-amerikanisch-französische Gruppe von vier Forschern um Milford H. Wolpoff zu Wort und kritisierte unter der Überschrift „Sahelanthropus oder 'Sahelpithecus'?“ die Zuordnung der Funde zu den Vorfahren des Menschen als fehlerhaft. Stattdessen ordneten sie die Fossilien – abseits der zum Menschen führenden Entwicklungslinie – den Menschenaffen (vorzugsweise den Gorillas) zu. Diese Tiere hätten zwar im gleichen Habitat gelebt wie später die Australopithecinen. Die „modern“ erscheinenden Knochenmerkmale von Sahelanthropus seien jedoch unabhängige Parallelentwicklungen zu denen der Vorfahren des Menschen aufgrund ähnlicher Habitate. In einer detaillierten Erwiderung wies Michel Brunet die Ablehnung seiner Zuordnung der Fossilfunde umgehend zurück und hielt den Kritikern vor, ihrerseits keinerlei Merkmale im Knochenbau erwähnt zu haben, die für eine engere Verwandtschaft von Sahelanthropus mit den Gorillas sprechen würden (siehe auch Vergleich: Mensch und Menschenaffen).
Nachdem andere Experten 2004 in der Fachzeitschrift Science – darunter der Co-Autor der Erstbeschreibung von Lucy, Tim White – Brunets Interpretation unterstützt hatten und 2005 die Ersteller einer virtuellen Rekonstruktion ebenfalls keinen Zweifel an Brunets Interpretation erkennen ließen, erneuerte 2006 wiederum die Gruppe um Milford H. Wolpoff ihre Kritik. Sie räumten zwar ein, dass Sahelanthropus eine „enigmatische“ (rätselhafte) Kombination von Merkmalen der Australopithecinen und der Gattung Homo aufweise. Gerade wegen dieser stammesgeschichtlich betrachtet viel zu frühen Ähnlichkeit mit den erst Millionen Jahre später erscheinenden Vertretern der Gattung Homo schließen sie jedoch eine enge Verwandtschaft zu den modernen Menschen aus. Stattdessen ordnen zwei der fünf Autoren Sahelanthropus erneut den Gorillas zu. Die drei anderen Autoren halten auch eine Nähe zu den Schimpansen für möglich, schließen aber auch nicht aus, dass die Art zu einer später ausgestorbenen Seitenlinie der Menschenaffen gehört haben könnte. Auch geben sie an, im Gegensatz zu den Verfassern der Erstbeschreibung und der virtuellen Rekonstruktion, Abriebspuren an den Eckzahn-Flanken entdeckt zu haben, die auf ein für Affen typisches „Honing“ hinwiesen. Das Lebensalter des Typusexemplars schätzt Wolpoff auf elf Jahre, das Geschlecht sei nicht bestimmbar, und ein dauerhaft aufrechter Gang wird ebenfalls in Abrede gestellt.
Erstbeschreiber Michel Brunet hält demgegenüber weiterhin an seiner Zuordnung von Sahelanthropus an die Basis des Stammbaums des modernen Menschen fest. Im August 2007 wurde er anlässlich der Erstbeschreibung von Chororapithecus in New Scientist mit der Aussage zitiert, dass dieser Fund eines 10 Millionen Jahre alten Gorilla-Vorfahren die Zuordnung des maximal 7 Millionen Jahre alten Sahelanthropus zu den direkten Vorfahren des Menschen statt zu denen der Gorillas zusätzlich plausibel mache.
Im Februar 2011 kritisierten auch Bernard Wood und Terry Harrison in einem Review-Artikel die Zuordnung von Sahelanthropus sowie von Ardipithecus und Orrorin zur Klade der Hominini als voreilig. Zwar seien insbesondere die relativ kleinen Eckzähne, das Fehlen des Diastemas sowie die Position des Foramen magnum Hinweise auf eine mögliche Zugehörigkeit zu den frühen Hominini; jedoch seien diese Merkmale keineswegs ausschließliche Merkmale der Hominini, sondern beispielsweise auch für Oreopithecus belegt, der – wie auch Ramapithecus punjabicus – zunächst an die Basis der Hominini gestellt, später aber aufgrund anderer Merkmale zweifelsfrei abseits der Hominini eingeordnet wurde. Nicht auszuschließen sei daher, dass die Ähnlichkeit dieser Merkmale von Sahelanthropus mit denen der ältesten als unzweifelhaft hominin geltenden Art Australopithecus anamensis als Synapomorphie zu bewerten ist und auf konvergente Entwicklungen verweist.

## Belege
1. ↑  Michel Brunet, Franck Guy, David Pilbeam, Hassane Taisso Mackaye, Andossa Likius, Djimdoumalbaye Ahounta, Alain Beauvilain, Cécile Blondel, Hervé Bocherens, Jean-Renaud Boisserie, Louis de Bonis, Yves Coppens, Jean Dejax, Christiane Denys, Philippe Duringer, Véra Eisenmann, Gongdibé Fanone, Pierre Fronty, Denis Geraads, Thomas Lehmann, Fabrice Lihoreau, Antoine Louchart, Adoum Mahamat, Gildas Merceron, Guy Mouchelin, Olga Otero, Pablo Pelaez Campomanes, Marcia Ponce De Leon, Jean-Claude Rage, Michel Sapanet, Mathieu Schuster, Jean Sudre, Pascal Tassy, Xavier Valentin, Patrick Vignaud, Laurent Viriot, Antoine Zazzo & Christoph Zollikofer: A new hominid from the Upper Miocene of Chad, Central Africa. In: Nature. Band 418, 2002, S. 145–151, doi:10.1038/nature00879.
2. ↑  Bernard Wood: Hominid Revelations from Chad. In: Nature. Band 418, 2002, S. 133–135, doi:10.1038/418133a, Volltext (Memento vom 26. November 2020 im Internet Archive).
3. ↑  Fossilienfunde von Tieren, die andernorts sicher absolut datiert werden konnten, dienen in diesen Fällen als Maßstab für die Altersbestimmung.
4. ↑  so Michel Brunet beispielsweise in: New Gorilla species rewrites ape evolution. In: New Scientist. Band 195, 2007, S. 12.
5. ↑  Alain Beauvilain: The contexts of discovery of Australopithecus bahrelghazali (Abel) and of Sahelanthropus tchadensis (Toumaï): unearthed, embedded in sandstone, or surface collected? In: South African Journal of Science, Band 104, Nr. 5–6, 2008, S. 165–168, Volltext (PDF; 479 kB).
6. ↑  Patrick Vignaud et al.: Geology and palaeontology of the Upper Miocene Toros-Menalla hominid locality, Chad. In: Nature. Band 418, 2002, S. 152–155, doi:10.1038/nature00880.
7. ↑  Bernard Wood, Nicholas Lonergan: The hominin fossil record: taxa, grades and clades. In: Journal of Anatomy. Band 212, Nr. 4, 2008, S. 356, doi:10.1111/j.1469-7580.2008.00871.x, Volltext (PDF; 285 kB). (Memento vom 20. Oktober 2012 im Internet Archive)
8. ↑  „Sahelanthropus is the oldest and most primitive known member of the hominid clade, close to the divergence of hominids and chimpanzees.“ Michel Brunet et al., Nature, Band 418, 2002, S. 151.
9. ↑  Im Original: „the term hominid is used here for convenience to denote all taxa that are closer to humans than to chimpanzees, and does not connote any taxonomic scheme.“ M. Brunet et al., Nature, Band 434, 2005, S. 753.
10. ↑  Michel Brunet et al., Nature, Band 418, 2002, S. 151.
11. ↑  Michel Brunet et al.: New material of the earliest hominid from the Upper Miocene of Chad. In: Nature. Band 434, 2005, S. 752–755, doi:10.1038/nature03392.
12. ↑  Christoph P. E. Zollikofer et al.: Virtual cranial reconstruction of Sahelanthropus tchadensis. In: Nature. Band 434, 2005, S. 755–759, doi:10.1038/nature03397 – im Original: „The reconstruction confirms that S. tchadensis is a hominid and is not more closely related to the African great apes.“
 Facelifting für den ältesten Hominiden. Auf: uzh.ch vom 7. April 2005.
13. ↑  David R. Begun: The earliest hominins - is less more? In: Science. Band 303, Nr. 5663, 2004, S. 1478–1480, doi:10.1126/science.1095516.
14. ↑  Yohannes Haile-Selassie, Gen Suwa, Tim D. White: Late miocene teeth from Middle Awash, Ethiopia, and early hominid dental evolution. In: Science. Band 303, 2004, S. 1503–1505.
15. ↑  Roberto Macchiarelli, Aude Bergeret-Medina, Damiano Marchi und Bernard Wood: Nature and relationships of Sahelanthropus tchadensis. In: Journal of Human Evolution. Band 149, 2020, 102898, doi:10.1016/j.jhevol.2020.102898.
16. ↑  Ewen Callaway: Femur findings remain a secret. In: Nature. Band 553, 2018, S. 391–392, Volltext (PDF) mit einer Abbildung der Fundsituation des Typusexemplars.
17. ↑   Guillaume Daver, Franck Guy et al.: Postcranial evidence of late Miocene hominin bipedalism in Chad. In: Nature. Band 609, 2022, S. 94–100, doi:10.1038/s41586-022-04901-z.
 Wie der Mensch das Laufen lernte. Auf: science.orf.at vom 24. August 2022.
18. ↑  Seven-million-year-old femur suggests ancient human relative walked upright. Auf: nature.com vom 24. August 2022.
19. ↑  When did human ancestors start walking on two legs? Auf: newscientist.com vom 9. Juli 2024.
20. ↑  Griechisch πίθηκος, altgr. ausgesprochen píthēkos bedeutet „Affe“.
21. ↑  Milford H. Wolpoff et al.: Palaeoanthropology (communication arising): Sahelanthropus or 'Sahelpithecus'? In: Nature, Band 419, 2002, S. 581–582, doi:10.1038/419581a.
22. ↑  Michel Brunet et al.: Reply. In: Nature. Band 419, 2002, S. 582, doi:10.1038/419582a.
23. ↑  Y. Haile-Selassie et al., Science, Band 303, 2004, S. 1503 ff.
24. ↑  C. Zollikofer et al., Nature, Band 434, 2005, S. 755 ff.
25. ↑  Milford H. Wolpoff, John Hawks, Brigitte Senut, Martin Pickford und James Ahern: An Ape or the Ape: Is the Toumaï Cranium TM 266 a Hominid? In: PaleoAnthropology. Band 6, 2006, S. 36–50, Volltext (PDF; 2,19 MB).
26. ↑  Ähnliches hatte 2002 bereits der Anthropologe Bernard Wood zu Bedenken gegeben: Sahelanthropus weise viel zu früh ein viel zu menschenähnliches Gesicht auf, als dass man ihn an den Beginn der Entwicklung zum Menschen stellen könne. – B. Wood, Nature, Band 418, 2002, S. 134.
27. ↑  Emma Young: New gorilla species rewrites ape evolution. In: New Scientist. Band 195, 2007, S. 12. – Wörtlich heißt es: „The earlier date for the start of the gorilla lineage would also fit with the age of the earliest known remains from the lineage leading to humans, found in Chad and dated about seven million years old, Brunet says.“
28. ↑  Bernard Wood, Terry Harrison: The evolutionary context of the first hominins. In: Nature. Band 470, 2011, S. 347–352, doi:10.1038/nature09709.